# Cacostola fuscata
Cacostola fuscata là một loài bọ cánh cứng trong họ Cerambycidae.